# Lucio I
Lucio I (Roma, 185-5 de marzo de 254) fue el 22.º papa de la Iglesia católica entre 253 y 254.
Hijo de Porfirio, Lucio, que al igual que muchos cristianos se encontraba sufriendo pena de destierro por orden del emperador Treboniano Galo, pudo regresar a Roma tras la muerte de este en mayo de 253 y ser elegido sucesor del papa Cornelio.
Su pontificado fue muy breve ya que falleció el 5 de marzo de 254 y durante el mismo continuó la política de su predecesor contra los  novacianos.
Hombre de rigurosas costumbres prohibió la cohabitación entre hombres y mujeres que no fuesen consanguíneos, e impuso a los eclesiásticos la obligación de no convivir con las religiosas que les daban hospitalidad por sentimientos caritativos.
Aunque en los martirologios aparece como mártir, no parece que sufriera martirio alguno ya que en dicha fecha, bajo el gobierno del emperador Valeriano, los cristianos eran tratados benevolentemente. Su cuerpo fue enterrado en las Catacumbas de San Calixto, posteriormente sus reliquias fueron trasladadas por el Papa Paulo I a la Iglesia de San Silvestro en Capite, luego por el Papa Pascual I a la Basílica de Santa Praxedes. Parte de sus huesos se conservan en la Iglesia de San Pedro Mártir en Meda. Su cabeza se conserva actualmente en un relicario en la Catedral Católica de San Ansgar en Copenhague, Dinamarca. La reliquia fue traída a Roskilde alrededor del año 1100, después de que Lucio fuera declarado patrón de la región danesa de Zelanda por el Papa Pascual II. Es una de las pocas reliquias que sobrevivió a la reforma en Dinamarca.